# Джон Капплер
Джон Капплер (англ. John Kappler; нар. 22 грудня 1943, Балтимор, Меріленд) — професор кафедри інтеграційної імунології (Integrated Immunology) у Національному єврейському Медичному дослідницькому центрі. Головний предмет досліджень — T-лімфоцити, спільно з його дружиною Филиппа Маррак. В 1983 році вони разом з Елліс Райнгерц та Джеймсом Еллісоном відкрили Т-клітинний рецептор.

## Нагороди та визнання
- 1986: Appointed Investigator, Howard Hughes Medical Institute
- 1989: член Національної академії наук США[2]
- 1993: Премія Вільяма Колі[en] Інституту дослідження рака.[3]
- 1993: Премія Пауля Ерліха та Людвіга Дармштедтера[de][4]
- 1994: Премія Луїзи Гросс Горвіц за видатний внесок у фундаментальні дослідження з біології та біохімії (Колумбійський університет).[5]
- 2015: Премія Вольфа з медицини
- 2019: Clarivate Citation Laureates[6]